# Corydoras splendens
Corydoras splendens (Castelnau, 1855), indicato a volte come pescegatto corazzato di smeraldo, è un piccolo pesce d'acqua dolce appartenente alla famiglia Callichthyidae.

## Distribuzione e habitat
Questa specie è diffusa in Sudamerica, nel bacino del Rio delle Amazzoni. Abita acque lente ricche di vegetazione e si trova a suo agio anche in acque fangose, comprese tra i 22° e i 28 °C.

## Descrizione
Fisicamente simile a Corydoras aeneus, si distingue da questo per il profilo frontale molto più convesso e l'aspetto più tozzo e soprattutto per le maggiori dimensioni della pinna dorsale, che presenta mediamente 10 raggi spinali in più (18 circa). Le analogie invece sono molte: stessa sezione triangolare del corpo, che è ricoperto ai fianchi da placche corazzate che si intersecano lungo la linea laterale, stessa bocca rivolta verso il basso e dotata di barbigli e anche livrea simile: testa, dorso e fianchi sono grigi e smeraldo con riflessi metallici, il ventre è biancastro, le pinne sono grigio-smeraldino. 

Raggiunge una lunghezza massima di 6 cm.

## Etologia

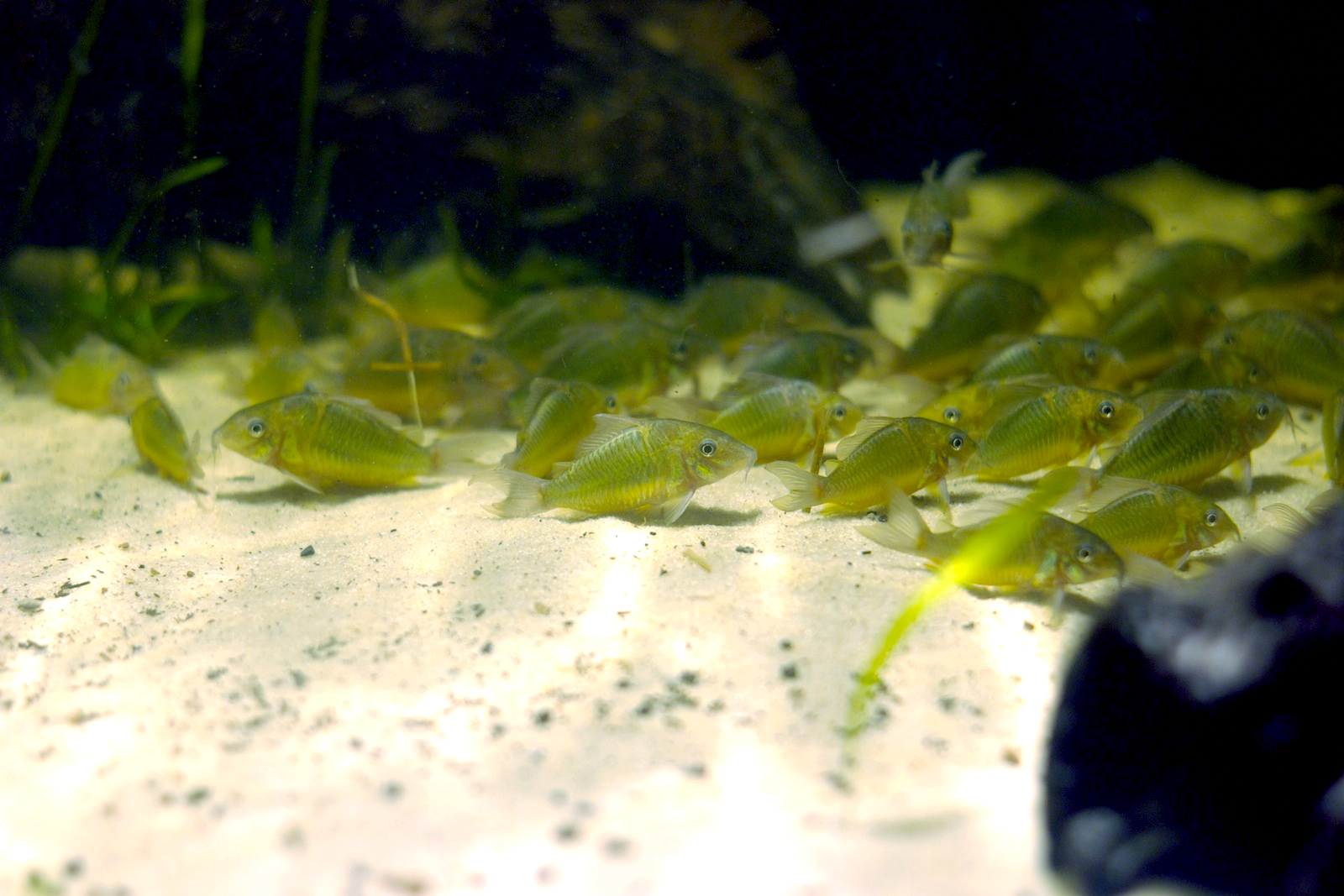
Un gruppo di C. splendens

C. splendens è un pesce pacifico, che vive in piccoli gruppi.

## Riproduzione
La riproduzione è stata osservata principalmente in cattività ed avviene in questo modo: la femmina depone le uova raccogliendole in una sorta di tasca formata dalle sue pinne ventrali ed anale e qui il maschio le feconda. Successivamente la femmina le incolla singolarmente in una zona precedentemente ripulita (anfratto roccioso, buca sul fondo, legno sommerso). Questa operazione può essere ripetuta più volte, per un totale di circa 800-1000 uova fecondate. Una volta schiuse, fuoriesce un avannotto ben diverso dai genitori, per forma e per colorazione.

## Alimentazione
Si nutre prevalentemente di piccoli crostacei, anellidi e larve d'insetti.

## Acquariofilia
Meno noto di altri Corydoras è tuttavia diffuso e commerciato tra allevatori e negozi specializzati per la sua adattabilità e per la facilità d'allevamento e di riproduzione.